# Salins (Seine-et-Marne)
Salins ist eine französische Gemeinde mit 1171 Einwohnern (Stand 1. Januar 2022) im Département Seine-et-Marne in der Region Île-de-France. Der Ort befindet sich sieben Kilometer nordöstlich von Montereau-Fault-Yonne an der Landstraße D403. Salins gehört zum Gemeindeverband Pays de Montereau.

## Sehenswürdigkeiten
- Kirche Saint-Apollinaire, erbaut im 13. Jahrhundert (siehe auch: Liste der Monuments historiques in Salins (Seine-et-Marne))
- Schloss, erbaut im 15. Jahrhundert

## Persönlichkeiten
- Charles-Georges Fenouillot de Falbaire de Quingey (1727–1800), Autor und Enzyklopädist